# コバヤシ (プラスチック製造販売)
株式会社コバヤシ（英: KOBAYASHI & CO.,LTD.）は、東京都台東区に本社を構えるプラスチックの総合企業である。

## 概要
主な事業は、合成樹脂の原料及び材料の販売をはじめ、食品、農業、工業、宣伝広告用プラスチック製品の製造販売や合成樹脂加工機械、金型の販売及び賃貸など。コバゾールをはじめとした自社製品の開発・製造や、リサイクル事業、非石油系素材の研究開発も積極的に行っている。商社機能とメーカー機能を併せ持ち、工業製品から食品関連まで広い範囲の業務領域に対応している。
環境問題にも1980年代から取り組み、出光石油化学株式会社（現：出光興産株式会社）と共同で省資源、焼却処理対策の素材を開発。自社でも環境ホルモン問題をクリアしたプラスチゾルを開発した。他にも、関連会社でのPETボトルのリサイクル活動の推進や、生分解性プラスチックやでんぷんを原料とする植物性素材による製品開発を進め、プラスチックの有効利用と代替製品の開発に力を入れるなど、次世代の環境と社会との関係性を意識した製品開発に取り組んでいる。

## 事業所
- 本社 　東京都台東区浅草橋3-26-5
- 技術研究所（開発本部）- 調査及び研究開発
- 神戸営業所 - 医療機器本部・医療機器事業部
- 葛飾事業所 - コバゾール事業部
- 葛飾工場（コバゾール事業部） - プラスチゾルの製造
- 関西工場（コバゾール事業部） - プラスチゾルの製造
- 石岡工場（製造本部） - 納豆・豆腐・冷菓・デザート容器の製造
- 富士工場（製造本部） - 即席麺・デザート・新素材容器の製造
- 滋賀工場（製造本部） - 納豆容器の製造
- 伊那工場（製造本部） - 果実用パック、きのこトレー、豆腐容器、各種包装袋の製造
- 弘前工場（製造本部） - 果実用パックの製造
- 松戸工場（産業機材事業部） - 電子部品包装材料の製造
- バイオマス工場（開発本部） - 熱可塑性澱粉素材の製造
- 東北工場 - 豆腐・冷菓・デザート容器の製造
- 馬橋工場（流通資材事業部） - 各種包装袋の製造
- 大阪営業所
- 弘前営業所
- 東北営業所
- 仙台営業所
- 長野営業所

### 関連会社
- ウツミリサイクルシステムズ株式会社 - PET樹脂リサイクル事業。
- 日本住環境株式会社 - 断熱、気密住宅資材の製造・販売、室内および躯体の換気資材の製造・販売。
- 鎌ヶ谷製袋株式会社 - セロポリ、紙、アルミ、その他包装材料を主体とした製袋加工業。製袋検査装置等の機械の製作、販売。
- シーズパック株式会社 - 包装資材の製袋加工・販売。
- ファインテクノ株式会社 - 合成樹脂加工品の製造・販売。

### 海外事業所
- 凱碧企業（香港）有限公司（KB ENTERPRISE (HK) CO., LTD.） - プラスチック製品の製造・販売、貿易事業
- 凱碧包装材料（上海）有限公司（KB ENTERPRISE (SH) CO., LTD.） - プラスチック製品の製造・販売
- 凱碧塑膠制品（惠州）有限公司（KB ENTERPRISE (HZ) CO., LTD.） - プラスチゾルの製造・販売
- KB ENTERPRISE(VN)CO.,LTD - プラスチック製品の製造・販売

## 沿革
- 1946年（昭和21年） - 東京都葛飾区東立石3丁目において小林敏の個人商店として創業。
- 1952年（昭和27年） - 株式会社小林商店設立。資本金90万円、本社を同所に設置。
- 1955年（昭和30年） - 蔵前営業所開設（東京都台東区浅草橋）。
- 1956年（昭和31年） - 本社を東京都台東区浅草橋3丁目に移転。旧本社を葛飾営業所とする。
- 1957年（昭和32年） - 資本金を360万円に増資。
- 1958年（昭和33年） - 葛飾工場竣工（東京都葛飾区東立石3丁目）。コバゾール製造開始。
- 1960年（昭和35年） - 資本金を1,080万円に増資。
- 1961年（昭和36年） - 資本金を2,000万円に増資。
- 1963年（昭和38年） - ビニロン製袋工場竣工（東京都台東区三筋）。同製品の製造販売を開始。
- 1965年（昭和40年） - 松戸工場竣工（千葉県松戸市）。青果包装用KBパックの製造開始。ビニロン製袋工場を閉鎖して松戸工場内に移転。
- 1967年（昭和42年） - 葛飾営業所事務所新築落成。
- 1970年（昭和45年） - 本社事務所、倉庫新築落成。
- 1973年（昭和48年） - 社名を株式会社コバヤシに変更。
- 1974年（昭和49年） - 資本金を4,000万円に増資。弘前工場竣工（青森県弘前市）。KBパック（りんご用）の製造開始。
- 1975年（昭和50年） - PSPシート、PSPトレーの製造開始。
- 1979年（昭和54年） - 伊那工場竣工（長野県上伊那郡）。PSP梨パックの製造開始。
- 1981年（昭和56年） - 葛飾工場用地拡大。コバゾール製造設備拡大。
- 1982年（昭和57年） - 伊那工場内に倉庫増設。業界貢献により小林敏藍綬褒章を受章。
- 1985年（昭和60年） - 資本金を8,000万円に増資。葛飾工場第一期整備工事開始。
- 1986年（昭和61年） - 伊那工場内に倉庫増設。
- 1987年（昭和62年） - 富士工場竣工（静岡県富士宮市）。オパレイカップの製造開始。社名をケイビージャパン株式会社に変更し不動産管理会社とする。同時に株式会社コバヤシ（新会社）を設立し営業譲渡。
- 1989年（平成元年） - 新本社ビル竣工。組織改編、管理・営業部門を本社ビルに集約。
- 1990年（平成2年） - 富士工場内にPSPラーメンカップ成形印刷設備新設、倉庫増設。
- 1991年（平成3年） - 業界貢献により小林敏勲五等双光旭日章を受章。
- 1992年（平成4年） - 弘前工場用地を拡大。
- 1993年（平成5年） - 富士工場内に倉庫増設。
- 1994年（平成6年） - 株式会社エスケー化工設立。葛飾工場JIS表示許可工場に認定。建築用シーリング材の生産開始。
- 1995年（平成7年） - 小林達夫 社長就任。小林敏 会長就任。香港にKB PACKAGE CO., LTD.設立。
- 1996年（平成8年） - 「コバゾールNo.4」JET（日本電気用品試験所）「有機絶縁物類上限試験」の暫定許可取得。香港にHONG KONG KB CO., LTD.設立。
- 1997年（平成9年） - 石岡工場竣工（茨城県小美玉市）。
- 1998年（平成10年） - 松戸工場を閉鎖して石岡工場内に移転。松戸工場跡地に松戸配送センターを設置。
- 2000年（平成12年） - コバゾール事業部　ISO9001　審査登録。中国でコバゾールの製造開始。
- 2001年（平成13年） - テクニカルセンターを松戸配送センター内に新設、松戸工場とする。
- 2003年（平成15年） - 滋賀工場竣工（滋賀県近江八幡市）。コバゾール事業部ISO14001審査登録。
- 2004年（平成16年） - KB PACKAGE CO., LTD.とHONG KONG KB CO., LTD.を合併しKB ENTERPRISE (HK) CO., LTD.を香港に設立。大阪営業所開設。宇部気密ハウジング㈱[現 日本住環境㈱]の株式を取得し筆頭株主となる。開発室松戸分室(現技術研究所)を松戸工場内に設置。
- 2007年（平成19年） - 滋賀工場二期工事竣工。恵州にKB ENTERPRISE(HZ) CO., LTD.設立。
- 2008年（平成20年） - 上海にKB ENTERPRISE(SH) CO., LTD.設立。
- 2010年（平成22年） - 容器事業部、富士工場ISO9001認証取得。
- 2011年（平成23年） - 伊那第二工場竣工。石岡工場ISO9001認証取得。
- 2012年（平成24年） - 東北営業所開設。
- 2013年（平成25年） - 滋賀工場ISO9001認証取得。
- 2014年（平成26年） - 神戸営業所開設。高度管理医療機器等販売業賃貸業許可を取得。
- 2016年（平成28年） - 東北工場竣工（宮城県黒川郡）。鎌ケ谷製袋株式会社の株式を取得し子会社とする。
- 2017年（平成29年） - 子会社としてウィメンズヘルス・ジャパン株式会社を設立。
- 2018年（平成30年） - 弘前工場増設竣工。鎌ヶ谷製袋株式会社内に馬橋工場を開設。関西工場竣工（京都府城陽市）。東北工場ISO9001認証取得。
- 2020年（令和2年） - シーズパック株式会社の株式を取得し子会社とする。伊那工場、弘前工場、流通資材事業部、新規開発事業部販売課 高機能フィルムチーム、技術研究所 高機能フィルムG　ISO9001認証取得。
- 2021年（令和3年） - 株式会社KBホールディングスを設立。ウィメンズヘルス・ジャパン株式会社の株式を現物配当し、株式会社KBホールディングスの子会社とする。ファインテクノ株式会社の株式を完全取得し子会社とする。ベトナムにKB ENTERPRISE(VN) CO., LTD.設立。